# Artassenx
Artassenx – miejscowość i gmina we Francji, w regionie Nowa Akwitania, w departamencie Landy.
Według danych na rok 1990 gminę zamieszkiwało 255 osób, a gęstość zaludnienia wynosiła 46 osób/km² (wśród 2290 gmin Akwitanii Artassenx plasuje się na 924. miejscu pod względem liczby ludności, natomiast pod względem powierzchni na miejscu 1393.).